# Johann Ludwig Bach
Johann Ludwig Bach (Thal, 1677. február 4. – Meiningen, 1731. május 1. [temetési időpont]), német hegedűs és zeneszerző. Apja Johann Jacob Bach.
1688–1693 között a gothai gimnáziumban tanult. 1699-től Meiningenben lett udvari zenész, 1703-tól kántor, 1711-től Kapellmeister lett. 1706-ban sikertelenül pályázott az Eisenachi Szent György-templom kántori tisztségére.
Dolgozott együtt Johann Sebastian Bachhal is, és jelen tudásunk szerint ő írta a BWV 15-ös, Denn du wirst meine Seele nicht in der Hölle lassen c. kantátát.
Írt két misét, magnificatot, motettákat, kantátákat, de ezeknek csak csekély része maradt fenn az utókor számára.